# Vjarchita
Vjarchita (vitryska: Вярхіта) är ett vattendrag i Belarus.   Det ligger i voblasten Vitsebsks voblast, i den nordöstra delen av landet, 220 km nordost om huvudstaden Minsk. Vjarchita ligger vid sjön Ozero Zelenskoje.